# Alte Erlöserkirche (Leipzig)

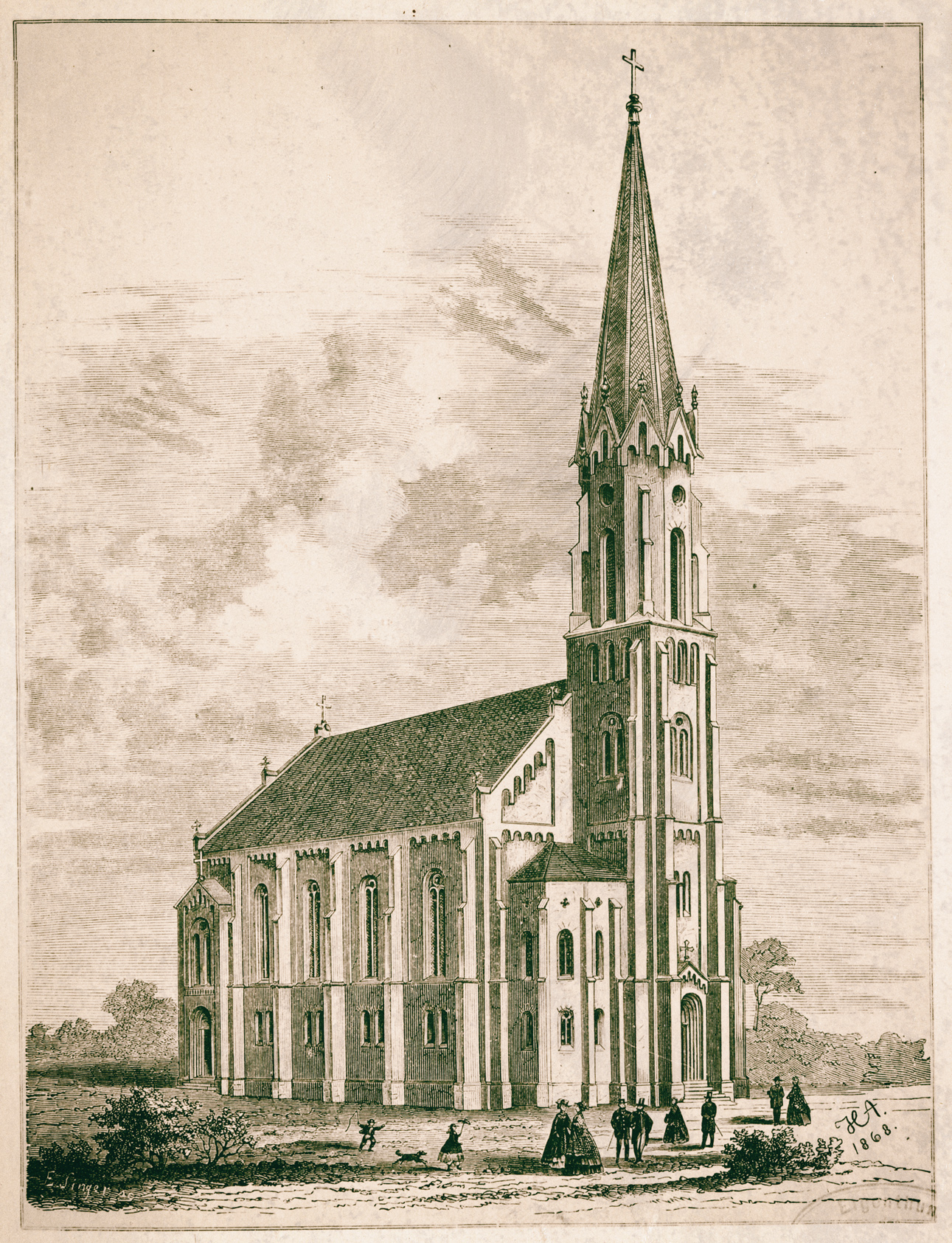
Erlöserkirche Thonberg, historische Darstellung

Die Erlöserkirche zu Thonberg – zur Unterscheidung von ihrer Nachfolgerin als Alte Erlöserkirche bezeichnet – war bis 1945 der evangelische Sakralbau in Leipzigs Ortsteil Reudnitz-Thonberg bzw. Thonberg.

## Geschichte
Die Kirche wurde ab 1867 nach Plänen des Architekten Hugo Altendorff errichtet. Am 25. Juli 1869 erfolgte die Weihe. Ihre Baukosten betrugen 27.000 Taler. Der Kirchturm war 45 Meter hoch.
Es war der erste von Leipzig aus für einen Vorort betriebene Kirchenbau des 19. Jahrhunderts. 1895 erhielt die Kirche den Namen „Erlöserkirche“. Im Jahr 1906 gestaltete Paul Lange den Chorteil der Kirche um.
Die Kirche wurde beim Luftangriff auf Leipzig am 27. Februar 1945 schwer beschädigt, der Kirchturm im Juni 1945 gesprengt. Nach dem Willen von Leipzigs neuen Stadtoberen sollte der Platz, auf dem die kriegszerstörte Erlöserkirche stand, leer bleiben.

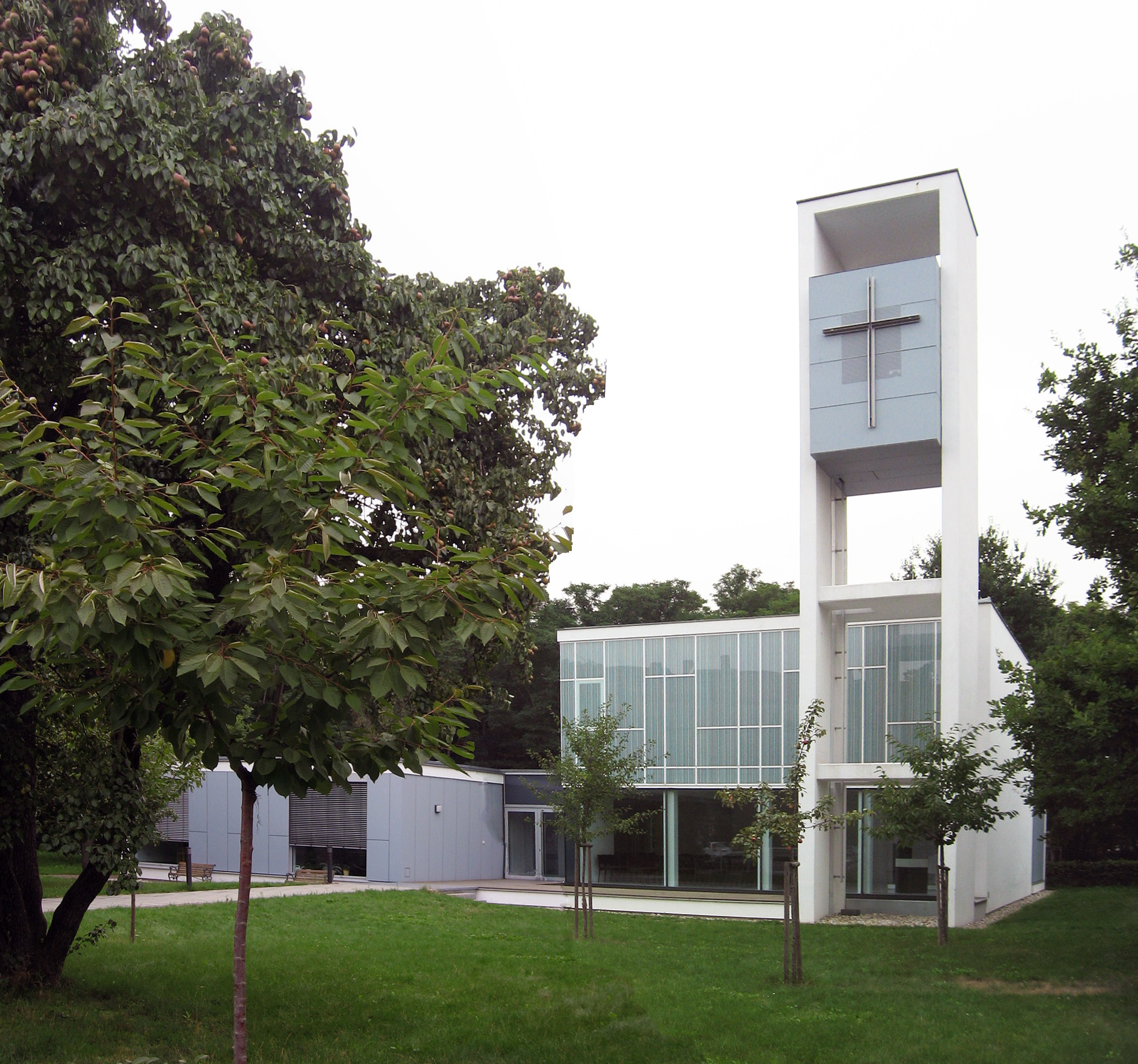
Heutige Erlöserkirche Leipzig

Die Kirchgemeinde erhielt im Austausch jenes Gelände in Thonberg, auf dem die Ruine der ebenfalls kriegszerstörten St.-Georgs-Kapelle, des einstigen Betsaals der Zwangsarbeitsanstalt zu St. Georg, stand. In Ermangelung einer eigenen Kirche fanden die Gottesdienste in der Kapelle der Salomonstiftung in der Oststraße statt.
Da diese Kapelle ab 2004 nicht mehr genutzt werden konnte, traf die Kirchgemeinde im Sommer 2003 die Entscheidung, einen Architektenwettbewerb für den langersehnten Neubau einer Kirche mit Gemeindezentrum zu starten. Nach der Entscheidung des Preisgerichts am 26. September 2004 erfolgte am 12. Mai 2005 die Grundsteinlegung.
Die neue Erlöserkirche in Leipzig-Thonberg wurde mit dem Festgottesdienst am Pfingstsonntag, dem 4. Juni 2006, eingeweiht. Nach mehr als 60 Jahren kirchengebäudeloser Zeit hat die Kirchgemeinde nun an anderer Stelle wieder ihr eigenes Gotteshaus mit Glockenturm.

## Orgel
Die Orgel der alten Erlöserkirche mit 2 Manualen und Pedal sowie 23 Registern schuf 1873 Friedrich Ladegast. 1925 wurde ein Zinkprospekt eingebaut.
Ladegast-Disposition:
| I. Manual C– |                |        |
| 1.           | Bordun         | 16′    |
| 2.           | Prinzipal      | 08′    |
| 3.           | Flauto major   | 08′    |
| 4.           | Rohrflöte      | 08′    |
| 5.           | Viola di Gamba | 08′    |
| 6.           | Oktave         | 04′    |
| 7.           | Gedackt        | 04′    |
| 8.           | Nasat          | 2 ⁄3′  |
| 9.           | Oktave         | 02′    |
| 10.          | Terz           | 1 3⁄5′ |
| 11.          | Mixtur IV      |        |

| II. Manual C– |                  |     |
| 12.           | Lieblich Gedackt | 16′ |
| 13.           | Flauto traverso  | 08′ |
| 14.           | Gedackt          | 08′ |
| 15.           | Viola d’amour    | 08′ |
| 16.           | Geigenprinzipal  | 04′ |
| 17.           | Flauto amabile   | 04′ |
| 18.           | Oboe             | 08′ |

| Pedal C– |             |     |
| 19.      | Subbaß      | 16′ |
| 20.      | Violonbaß   | 16′ |
| 21.      | Baßflöte    | 08′ |
| 22.      | Violoncello | 08′ |
| 23.      | Posaune     | 16′ |

- Koppeln: II/I, I/P, II/P

1939 folgten Umbau und Erweiterung des Instruments zu 3 Manualen und Pedal sowie 34 Registern, ausgeführt von Jehmlich Orgelbau Dresden.
Jehmlich-Disposition
| I. Manual C– |            |       |
| 1.           | Prinzipal  | 8′    |
| 2.           | Rohrflöte  | 8′    |
| 3.           | Oktave     | 4′    |
| 4.           | Spitzflöte | 4′    |
| 5.           | Quinte     | 2 ⁄3′ |
| 6.           | Oktave     | 2′    |
| 7.           | Mixtur IV  |       |
| 8.           | Trompete   | 8′    |

| II. Manual C– |                |    |
| 9.            | Gemshorn       | 8′ |
| 10.           | Quintadena     | 8′ |
| 11.           | Prinzipal      | 4′ |
| 12.           | Gedacktpommer  | 4′ |
| 13.           | Schwiegel      | 2′ |
| 14.           | Sesquialter II |    |
| 15.           | Zimbel III     |    |
| 16.           | Krummhorn      | 8′ |

| III. Manual C– |                 |       |
| 17.            | Quintadena      | 16′   |
| 18.            | Ital. Prinzipal | 08′   |
| 19.            | Violflöte       | 08′   |
| 20.            | Blockflöte      | 04′   |
| 21.            | Rohrquinte      | 2 ⁄3′ |
| 22.            | Nachthorn       | 02′   |
| 23.            | Sifflöte        | 01′   |
| 24.            | Scharf III–IV   |       |
| 25.            | Trichterregal   | 08′   |

| Pedal C– |              |     |
| 26.      | Kontrabaß    | 16′ |
| 27.      | Subbaß       | 16′ |
| 28.      | Prinzipalbaß | 08′ |
| 29.      | Gedacktbaß   | 08′ |
| 30.      | Choralbaß    | 04′ |
| 31.      | Weitpfeife   | 02′ |
| 32.      | Mixtur V     |     |
| 33.      | Posaune      | 16′ |
| 34.      | Klarine      | 04′ |

## Geistliche der Kirchgemeinde
Die Internetseite pfarrerbuch.de listet die Pfarrer und Diakone der Kirche auf (das Sternchen dient der Hervorhebung des Rufnamens):
Pfarrer
- 1539: Balthasar Loy
- 1860: Julius Gustav Ficker
- 1867: *Richard Emil Wetzel
- 1871: Karl Reinhold Striegler
- 1885: Friedrich Karl Schilling
- 1903: Karl *Erich Johannes Ullrich
- 1914: Johann Otto Martin Schäfer
- 1926: *Karl Johannes Röseberg
- 1931: Ludwik *Kurt Max Reichardt
- 1946: Wolfgang Caffier
- 1947: Gerhard Göserich
- 1957: Horst Krüger
- 1968: Giselher Hickel
- 1973: Rainer Graupner
- 1976: Matthias Berger
- 1981: Heinz Richter
- 1981–1994: Matthias Berger[3]